# Engelbert Lagler
Engelbert Lagler (* 12. Juli 1939 in Wels; † 17. Juni 2022 in Lohnsburg, Oberösterreich) war ein Berufsoffizier des österreichischen Bundesheeres mit dem letzten Dienstgrad General. Er war Kommandant des II. Korps in Salzburg.

## Leben
Engelbert Lagler wurde am 12. Juli 1939 in Wels geboren. Nachdem er 1957 am Bundesgymnasium in Wels die Reifeprüfung ablegte, rückte er im Oktober 1957 zur Artillerie zur Schwarzenbergkaserne nach Salzburg ein.
Nach Absolvierung der Militärakademie in Enns und der Theresianischen Militärakademie in Wiener Neustadt musterte er 1961 als Offizier (Fähnrich) zum Feldjägerbataillon 13 in Ried im Innkreis  – dem späteren Panzergrenadierbataillon 13 – aus.
1963 bis 1964 besuchte er in den USA mehrere Offizierslehrgänge, bis er nach seiner Rückkehr nach Österreich als Lehrer für schwere Waffen zur Jägerschule in Saalfelden wechselte. Später war er in dieser Schule als Hauptlehroffizier für Panzerabwehr eingesetzt.
Als Generalstabsoffizier hatte er im Bundesministerium verschiedene Funktionen inne. 1975 wurde er Kommandant des Panzergrenadierbataillons 13 in Ried im Innkreis. Daraufhin wurde er Stabschef beim Militärkommando Salzburg und später beim II. Korps.
1982 übernahm er von Hans Riedl die Leitung des Militärkommandos Salzburg, welche er bis zu seiner Bestellung zum Kommandanten des II. Korps 1994 ausführte.

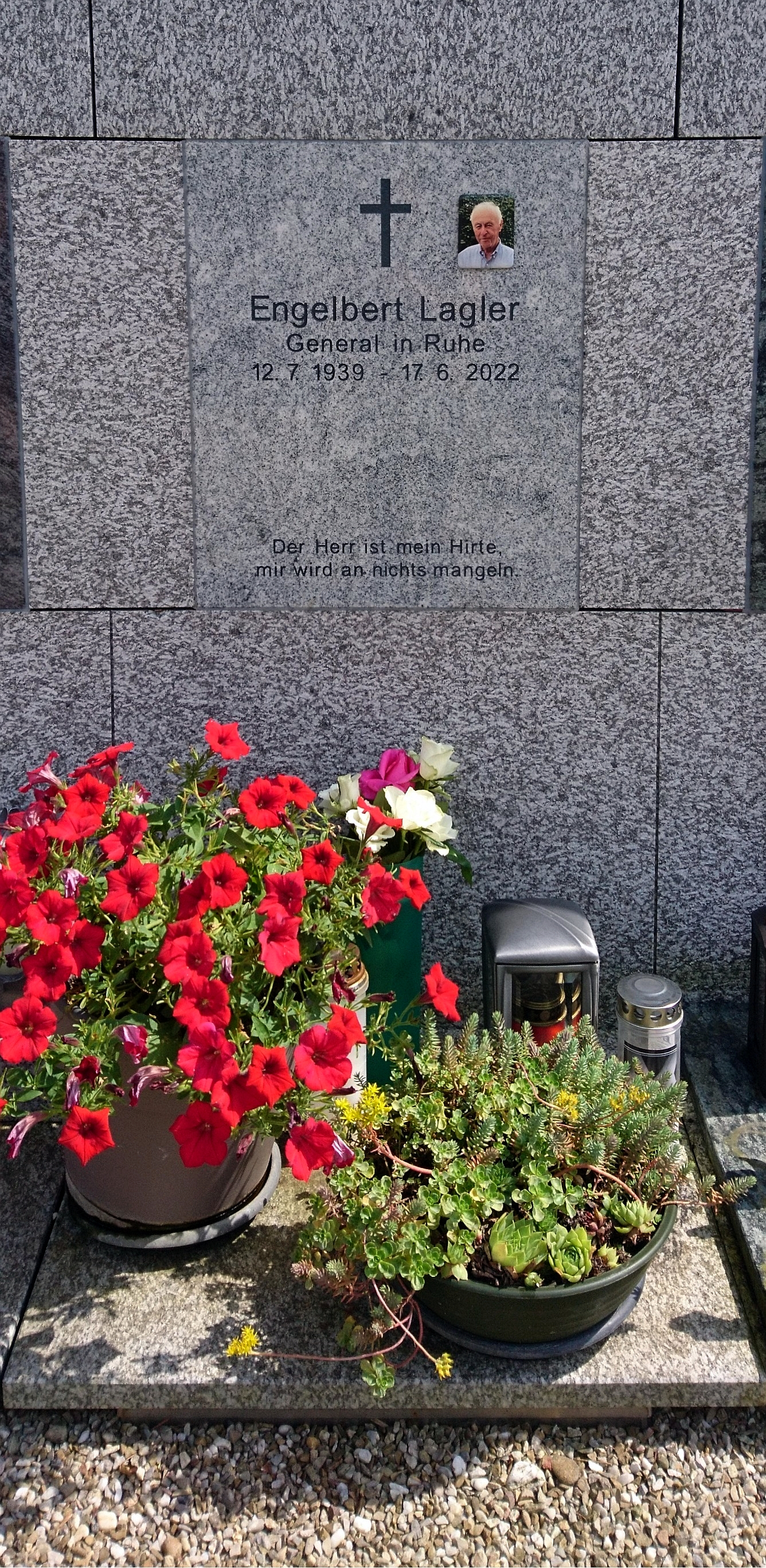
Friedhof Lohnsburg, Urnengrab von General Engelbert Lagler

Als Kommandant des II. Korps war Lagler für die Bundesheerverbände im Westen verantwortlich. Insgesamt waren  dem Korps etwa 12.000 Soldaten, 2.600 Räderfahrzeuge sowie rund 430 Kettenfahrzeuge unterstellt. Kurz vor seiner Pensionierung am 28. September 2001 wurde er am 7. Juni 2001 von Verteidigungsminister Herbert Scheibner zum General befördert. In seiner Funktion folgte ihm Generalmajor Hubertus Trauttenberg.

## Sonstiges
General Lagler war Autor mehrerer Bücher, Artikel und Beiträge auf dem Gebiet der Ausbildung, der Taktik, und der Wehrpolitik. Er war Mitglied der Arbeitsgemeinschaft Truppendienst.
Er absolvierte auch ein Studium der Erziehungswissenschaft in Klagenfurt und Salzburg.
Engelbert Lagler ist bestattet auf dem Friedhof seiner Heimatgemeinde Lohnsburg.

## Werke
- Das Verhalten das Ausbilders vor seinen Soldaten – Methodik der Ausbildung und Menschenführung im täglichen Dienstbetrieb, 216 Seiten.
- Die Uniformen des Rieder Bataillons seit 1958, in: 50 Jahre Wiedererrichtung Garnison Ried – Tapfer, standhaft und treu, Ried im Innkreis 2008, S. 108–115.
- Das Österreichische Bundesheer 1955 - 2005 (PALLASCH Nr. 20), Österreichischer Milizverlag, Salzburg 2005.

## Auszeichnungen (Auszug)
- Wehrdienstzeichen 1. Klasse
- Wehrdienstzeichen 2. Klasse
- Wehrdienstzeichen 3. Klasse